# Thamsanqa Jantjie
Thamsanqa Jantjie est un homme sud-africain connu pour s'être fait passer pour l’interprète de langue des signes sud-africaine-anglais pendant la cérémonie d'hommage à Nelson Mandela.

## Biographie
Thamsanqa Jantjie a grandi dans la ville de Bloemfontein. Selon ses parents, il ment sur son travail : médecin puis enseignant.

### Démêlés judiciaire
Thamsanqa Jantjie a été condamné à plusieurs reprises : pour viol en 1994, pour vol en 1995, pour effraction en 1997, dégradation volontaire de biens en 1998 et pour assassinat, tentative d’homicide et enlèvements en 2003. Il est condammé à trois ans de prison pour vol en 1995.

## Cérémonie d'hommage à Nelson Mandela
Pendant la cérémonie d’hommage à Nelson Mandela, des millions de téléspectateurs écoutent des discours de personnalités mondialement connues. L’interprète en langue des signes sud-africaine, Thamsanqa Jantjie, fait des gestes incompréhensibles pour les personnes malentendantes sud-africaines. L’interprète officiel de la  Fédération des sourds d’Afrique du Sud, Delphin Hlungwane, explique : « Il gesticulait et bougeait juste ses mains dans tous les sens, il n’avait aucune grammaire, n’utilisait aucune structure, ne connaissait aucune règle de la langue. Il n’a rien traduit du tout, aucune de ces gesticulations n’avait de sens ».
Le 10 décembre 2013, Thamsanqa Jantjie se rend à l’hôpital psychiatrique près de Johannesburg en disant qu’il est victime d’une crise de schizophrénie.

## Vie privée
Il est le père de quatre enfants.